# District Argeș

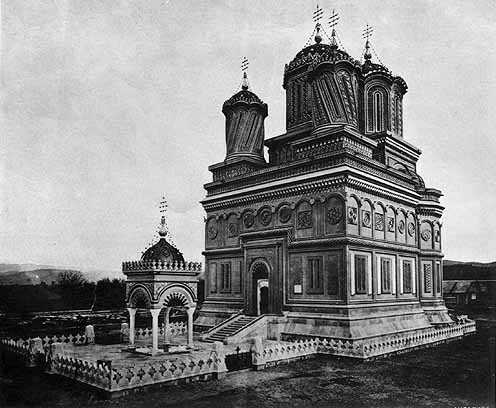
Kathedraal in Curtea de Argeș

Argeș is een Roemeens district (județ) in de historische regio
Walachije, met als hoofdstad
Pitești (187.558 inwoners).
De gangbare afkorting voor het district is AG.

## Bevolking
In het jaar 2002 had Argeș 652.625 inwoners en een bevolkingsdichtheid van 95 inwoners per km².
Van die 652.625 inwoners zijn er 96% Roemeen.
De grootste minderheid zijn de Roma's.
Andere minderheden zijn de Duitsers en de Hongaarse minderheid.

## Geografie
Het district heeft een oppervlakte van 6862 km² en komt daarmee op de 9e plaats met grootte van provincies in Roemenië.

## Bestuurlijke indeling
District Argeș bestaat uit 3 municipii, 4 orașe en 95 comune.

### Municipii
- Pitești (zetel district)
- Câmpulung
- Curtea de Argeș

### Orașe
- Costești
- Mioveni (1996)
- Topoloveni
- Ștefănești (2004)

### Comune
| - Albeștii de Argeș - Albeștii de Muscel - Albota - Aninoasa - Arefu - Băbana - Băiculești - Bălilești - Bârla - Bascov - Beleți-Negrești - Berevoești - Bogați - Boteni - Boțești - Bradu - Brăduleț - Budeasa - Bughea de Jos | - Bughea de Sus - Buzoești - Căldăraru - Călinești - Căteasca - Cepari - Cetățeni - Cicănești - Ciofrângeni - Ciomăgești - Cocu - Corbeni - Corbi - Coșești - Cotmeana - Cuca - Davidești - Dâmbovicioara - Dârmănești | - Dobrești - Domnești - Drăganu - Dragoslavele - Godeni - Hârsești - Hârtiești - Izvoru - Leordeni - Lerești - Lunca Corbului - Mălureni - Mărăcineni - Merișani - Micești - Mihăești - Mioarele - Miroși - Morărești | - Moșoaia - Mozăceni - Mușătești - Negrași - Nucșoara - Oarja - Pietroșani - Poiana Lacului - Poienarii de Argeș - Poienarii de Muscel - Popești - Priboieni - Râca - Rătești - Recea - Rociu - Rucăr - Sălătrucu - Săpata | - Schitu Golești - Slobozia - Stâlpeni - Ștefan cel Mare - Stoenești - Stolnici - Șuici - Suseni - Teiu - Tigveni - Țițești - Uda - Ungheni - Valea Danului - Valea Iașului - Valea Mare-Pravăț - Vedea - Vlădești - Vulturești |

## Aangrenzende districten
- Dâmbovița in het oosten
- Vâlcea in het westen
- Olt in het zuidwesten
- Teleorman in het zuiden
- Sibiu in het noordwesten
- Brașov in het noorden